# Rada Ligi Narodów
Rada Ligi Narodów – jeden z najważniejszych organów Ligi Narodów, który został powołany 16 stycznia 1920 r. w Genewie. Program rady dotyczył podejmowania różnych decyzji w sprawach pokojowych na świecie po I wojnie światowej. Działania rady nie były ściśle określone, co powodowało liczne spory kompetencyjne ze Zgromadzeniem Ligi.
W skład rady początkowo wchodziło 4 stałych członków (Wielka Brytania, Francja, Włochy, Japonia) oraz 12 niestałych członków, którzy byli wybierani na 3-letnią kadencję. Liczba członków rady wielokrotnie ulegała zmianom z określoną tendencją wzrostową.